# Michael Harris
Michael Harris –conocido como Mike Harris– (Georgetown, 9 de junio de 1967) es un deportista canadiense que compitió en curling. Participó en los Juegos Olímpicos de Nagano 1998, obteniendo una medalla de plata en la prueba masculina.

## Palmarés internacional
| Juegos Olímpicos | Juegos Olímpicos | Juegos Olímpicos | Juegos Olímpicos |
| Año              | Lugar            | Medalla          | Prueba           |
| ---------------- | ---------------- | ---------------- | ---------------- |
| 1998             | Nagano (Japón)   | Medalla de plata | Equipo           |